# Lac de Soraga
Le lac de Soraga (lago di Soraga en italien, lech de Soraga en dialecte fassano), aussi appelé lac Pezzè, est un lac artificiel du nord-est du Trentin, situé dans le val di Fassa, à une altitude de 1 190 m. 
Il est formé par le barrage du cours de l'Avisio, près du barrage de Pezzè, situé à environ 1 km en amont de Moena. Le bassin tourne au nord de la ville de Soraga di Fassa . 
En plus de l'Avisio, le bassin artificiel est alimenté par la rivière San Pellegrino, par un pipeline qui dévie une partie de l'eau. 
Il a un volume maximal de 460 000 m3 et alimente la centrale hydroélectrique de Predazzo, 11 km en aval. 
Tous les quatre ou cinq ans, le réservoir est soumis à une vidange pour éliminer le loam déposé, estimé annuellement à environ 30 000 m3.